# Pojo församling

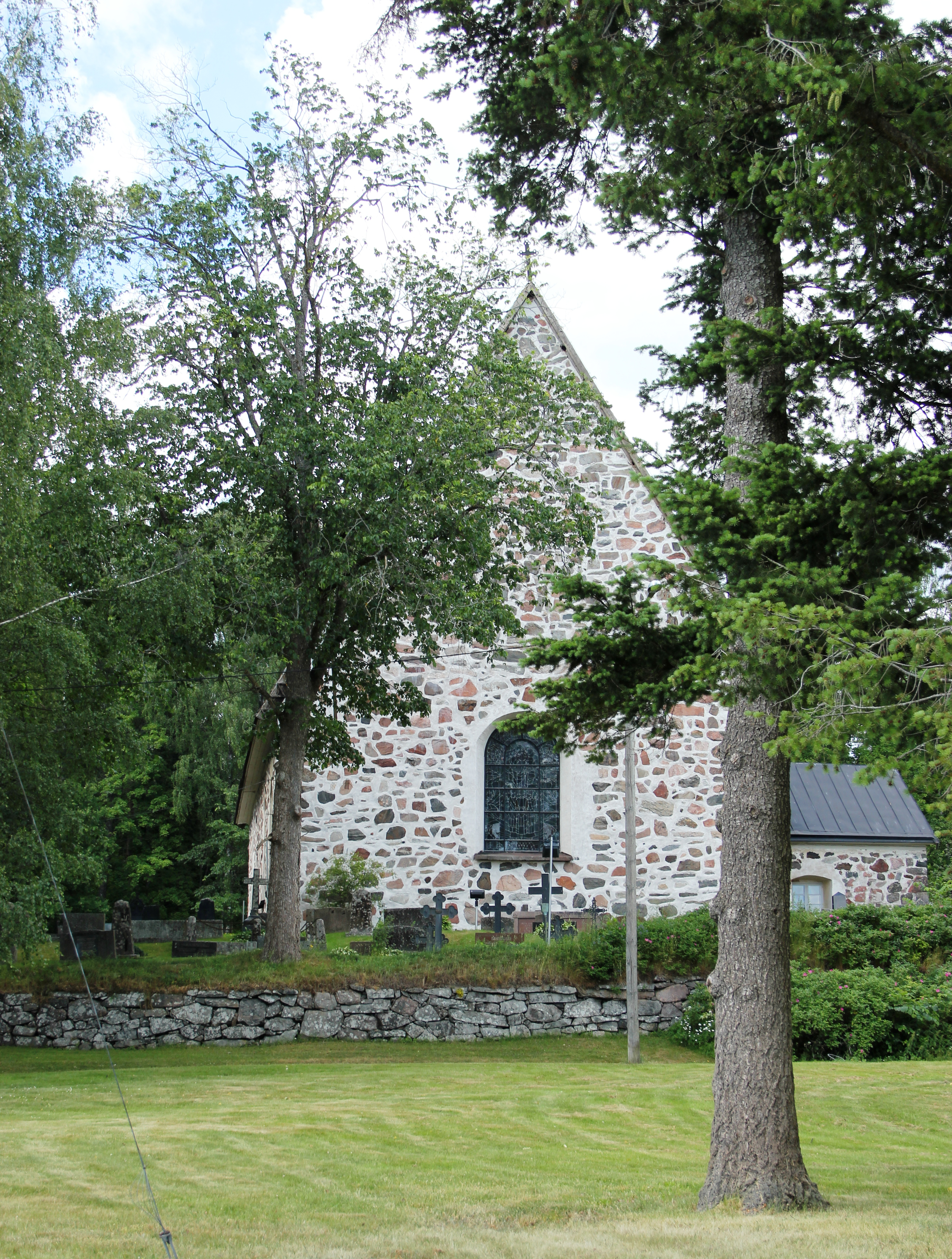
Pojo kyrka

Pojo församling var en luthersk församling i Pojo i Finland. Församlingen grundades troligen på 1200-talet och den blev en moderförsamling år 1359. Till Pojo församling har hört bland annat Antskogs bruksförsamling som grundades 1630 och indrogs 1778. Kisko kapell avskildes till självständig pastorat från Pojo församling på 1550-talet.
Pojo kyrka och Pojo prästgård var församlingens mest värdefulla lokaler.
En del av Pojo skärgård anslöts till Ekenäs stad år 1695. Denna landsförsamling blev annex under Pojo. Ett beslut från år 1865 om en delning av Ekenäs i en stads- och en landsförsamling verkställdes 1892. Under 1900-talet delades Pojo församling i en finskspråkig och svenskspråkig församling. Efter kommunsammanslagningar år 2009 mellan Ekenäs, Karis och Pojo blev Pojo svenska församling en del av Karis-Pojo svenska församling och Pojo finska församling blev en del av Raseborgs finska församling.